# ジェームズ・バリー・ミューニック・ヘルツォーク

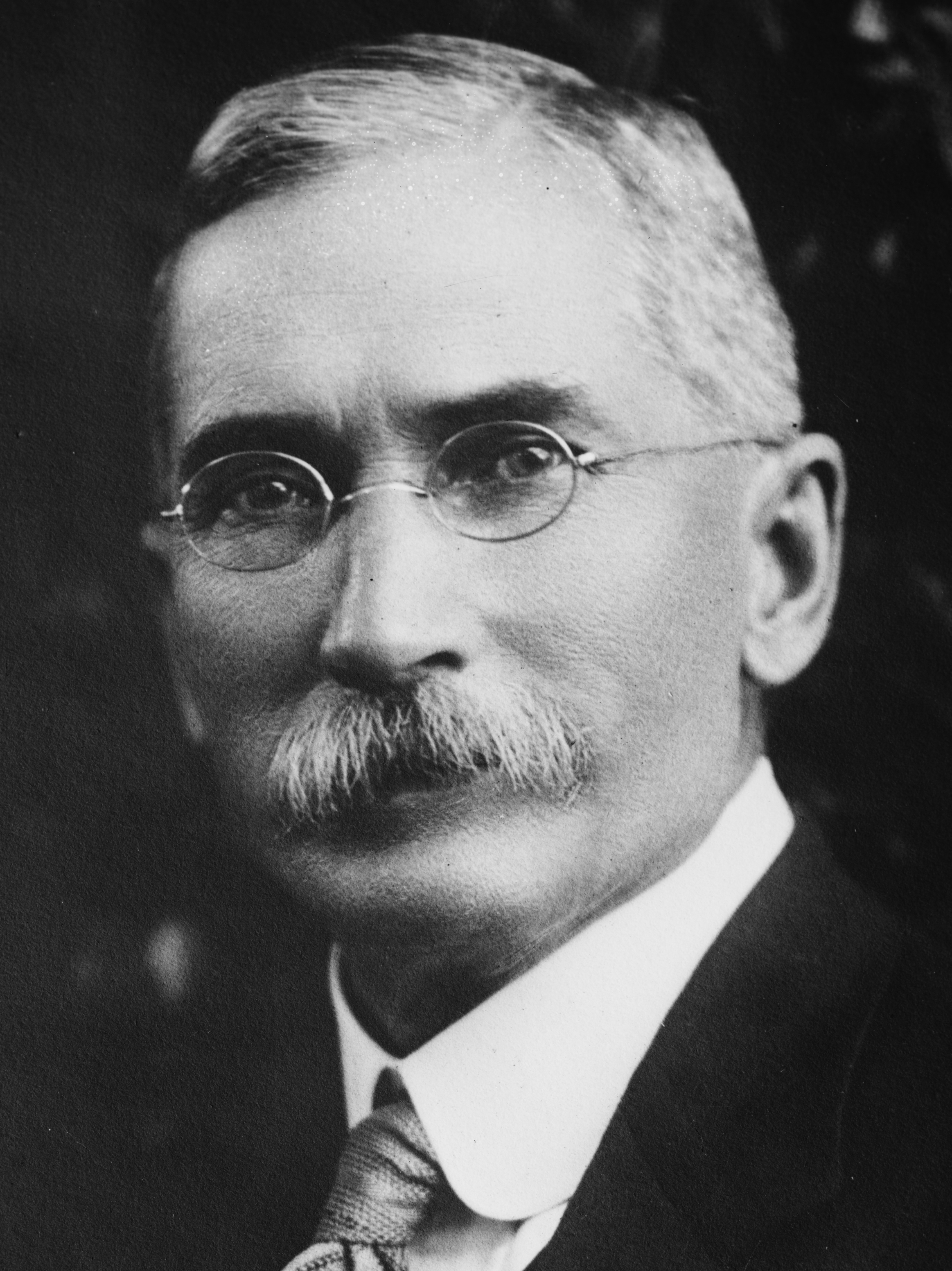
ジェームズ・バリー・ミューニック・ヘルツォーク

ジェームズ・バリー・ミューニック・ヘルツォーク （アフリカーンス語: James Barry Munnik Hertzog、1866年4月3日 - 1942年11月21日）は、南アフリカの政治家、軍人。国民党の創設者である。

## 生涯
ヘルツォークは、1866年4月3日に英領ケープ植民地（現在の西ケープ州）ウェリントンで生まれた。彼はステレンボッシュのヴィクトリア・カレッジ（現在のステレンボッシュ大学）に進学し、法学を学んだ。その後1889年にはオランダのアムステルダム大学へと留学し、法学博士号を取得した。
1892年に南アフリカに戻ったヘルツォークは、1892年から1895年までプレトリアで弁護士を開業したあと、オレンジ自由国の高裁の判事に任命された。1899年から1902年までのボーア戦争時には、ヘルツォークはオレンジ自由国軍副司令官となり、各地に転戦してのゲリラ戦によって名声を得た。
1902年のフェリーニヒング条約にはルイス・ボータとともにボーア側代表の一人として交渉の席に着き、和平には不服だったものの署名した。
戦後、ヘルツォークはオランヒア・イニ（オレンジ同盟）党を結党し、アフリカーナーの復権に奔走した。1907年の選挙でオランヒア・イニは圧勝し、ヘルツォークは司法長官及び教育長官としてオレンジ川植民地内閣に入閣した。彼の主張はオランダ語を英語と同じく教育言語とすることであり、議会でその法案を通すことに成功した。この際、トランスヴァールにおいてオランダ語を教育言語とすることのできなかったヤン・スマッツと論戦があり、これ以後の両者の政治的対立の源流となった。1910年に南アフリカ連邦が成立すると、ヘルツォークは法務大臣として入閣したものの、1914年1月に内閣を辞職して下野し、国民党を結党した。
国民党は下層のアフリカーナーや労働者の支持を集め、さらに南アフリカが第一次世界大戦に参戦すると、参戦に反対するアフリカーナー全般から支持を集めるようになった。1922年の鉱山労働者のストライキを政府が武力で鎮圧したことが決定打となり、1924年の選挙で国民党は勝利し、ヘルツォークは首相に就任した。
ヘルツォークは首相の座に就くと、アフリカーナーの地位の向上のためにさまざまな政策を実施した。農産物市場の保護や白人労働者保護、白人女性への参政権の付与により白人全体としての政治力経済力を増強し、1925年には公用語をオランダ語からアフリカーンス語へと変更した。
また、ヘルツォークは南アフリカを主権国家とするため運動を続け、1931年にはウェストミンスター憲章が採択され、南アフリカは自治国からイギリス連邦内における独立国となり、内政外交に完全な主権を持つこととなった。1934年の連邦地位法によって、南アフリカの主権国家としての地位は確立した。
1933年、大恐慌の余波を受けて混乱する南アフリカを立て直すため、国民党とスマッツの南アフリカ党は連立政権を樹立し、ヘルツォークが首相、スマッツは副首相となった。両党は翌年合同し連合党となった。連合党は選挙に勝利し、経済も立ち直りを見せたものの、1939年に第二次世界大戦が勃発すると、ヘルツォークは中立を希望し、連合国側での参戦を望むスマッツ派と激しく対立。議会の採決ではスマッツ派が僅差で勝利し、敗れたヘルツォークは首相を辞任した。
1942年11月21日、ヘルツォークはプレトリアにて亡くなった。